# Superpuchar Kazachstanu w piłce nożnej
Superpuchar Kazachstanu w piłce nożnej (kaz. Футболдан Қазақстан Суперкубогы, Fýtboldan Qazaqstan Sýperkýbogy) – trofeum przyznawane zwycięskiej drużynie meczu rozgrywanego pomiędzy aktualnym Mistrzem Kazachstanu oraz zdobywcą Pucharu Kazachstanu w danym sezonie (jeżeli ta sama drużyna wywalczyła zarówno mistrzostwo, jak i puchar kraju to jej przeciwnikiem zostaje wicemistrz kraju).

## Historia
W sezonie 1995 odbył się pierwszy oficjalny mecz o Superpuchar Kazachstanu. Pierwszy pojedynek rozegrano 9 października 1995 roku. W tym meczu mistrz 1994 roku Jelimaj Semipałatyńsk pokonał 2:0 zwycięzcę Pucharu 1994 Wostok Ust-Kamienogorsk. Ale przez następne 12 lat turniej nie rozgrywano. Dopiero 2 marca 2008 roku odbyła się druga edycja Superpucharu. W 2009 znów mecz nie został rozegrany, ponieważ zgodnie z regulaminem, jeśli ta sama drużyna wygrała zarówno turniej pucharowy, jak i mistrzostwo, to trofeum nie przyznawano (w 2008 mistrzostwo i Puchar zdobył FK Aktöbe). W 2010 po raz trzeci rozegrano Superpuchar. Sytuacja uległa zmianie w 2016 roku, aby turniej stał się corocznym. Zgodnie ze zmienionymi zasadami, jeśli drużyna zdobędzie zarówno puchar, jak i mistrzostwo, to jej przeciwnikiem staje się wicemistrz z poprzedniego sezonu. Najczęściej finał rozgrywany na Astana Arena w Astanie (w latach 2010-2016). W 2021 roku zmieniono formułę turnieju: zamiast jednego meczu odbyły się półfinały, spotkanie o 3 miejsce i finał. W rozgrywkach uczestniczyły medaliści mistrzostw Kazachstanu minionego sezonu i zdobywca Pucharu Kazachstanu (tak jak zwycięzca pucharu 2020 nie został wyłoniony z powodu COVID-19, do udziału w rozgrywkach została dopuszczona drużyna, która zajęła czwarte miejsce w mistrzostwach - Szachtior Karaganda). W następnym 2022 zdecydowano powrócić do tradycyjnego jednego meczu pomiędzy mistrzem a zdobywcą Pucharu z poprzedniego sezonu.

## Format
Mecz o Superpuchar Kazachstanu rozgrywany jest zawsze przed rozpoczęciem sezonu (w marcu). W przypadku remisu po upływie regulaminowego czasu gry przeprowadza się dogrywka. Jeżeli i ona nie wyłoni zwycięzcę, to od razu zarządzana jest seria rzutów karnych.

## Zwycięzcy i finaliści
| Sezon                                                | K | K | T | Zwycięzca             | Wynik            | Finalista               | Data, miejsce                                  | Uwagi                                                 |
| Superpuchar Kazachstanu (kaz. Қазақстан Суперкубогы) |   |   |   |                       |                  |                         |                                                |                                                       |
| 1995                                                 |   |   | 1 | Jelimaj Semipałatyńsk | 2:0              | Wostok Ust-Kamienogorsk | 9.10.1995, Stadion Centralny, Ałmaty, 3.000    |                                                       |
| 1996-2007                                            |   |   |   |                       |                  |                         |                                                | nie rozgrywano                                        |
| 2008                                                 |   |   | 1 | FK Aktöbe             | 2:0              | Toboł Kustanaj          | 2.03.2008, Stadion Centralny, Ałmaty, 12.000   |                                                       |
| 2009                                                 |   |   |   |                       |                  |                         |                                                | nie rozgrywano, FK Aktöbe zdobył mistrzostwo i puchar |
| 2010                                                 |   |   | 2 | FK Aktöbe             | 2:0              | FK Atyrau               | 14.03.2010, Astana Arena, Astana, 8.000        |                                                       |
| 2011                                                 |   |   | 1 | FK Astana             | 2:1              | Toboł Kustanaj          | 2.03.2011, Astana Arena, Astana, 4.100         |                                                       |
| 2012                                                 |   |   | 1 | Ordabasy Szymkent     | 1:0              | Szachtior Karaganda     | 6.03.2012, Astana Arena, Astana, 12.000        |                                                       |
| 2013                                                 |   |   | 1 | Szachtior Karaganda   | 3:2 pd.          | FK Astana               | 3.03.2013, Astana Arena, Astana, 11.200        |                                                       |
| 2014                                                 |   |   | 3 | FK Aktöbe             | 1:0              | Szachtior Karaganda     | 9.03.2014, Astana Arena, Astana, 14.000        |                                                       |
| 2015                                                 |   |   | 2 | FK Astana             | 0:0 pd. (k. 3:2) | Kajrat Ałmaty           | 1.03.2015, Astana Arena, Astana, 20.000        |                                                       |
| 2016                                                 |   |   | 1 | Kajrat Ałmaty         | 0:0 pd. (k. 5:4) | FK Astana               | 8.03.2016, Astana Arena, Astana, 14.500        |                                                       |
| 2017                                                 |   |   | 2 | Kajrat Ałmaty (II)    | 2:0              | FK Astana               | 4.03.2017, Stadion Centralny, Ałmaty, 13.500   |                                                       |
| 2018                                                 |   |   | 3 | FK Astana             | 3:0              | Kajrat Ałmaty           | 4.03.2018, Astana Arena, Astana, 12.500        |                                                       |
| 2019                                                 |   |   | 4 | FK Astana             | 2:0              | Kajrat Ałmaty           | 3.03.2019, Stadion Centralny, Ałmaty, 16.000   |                                                       |
| 2020                                                 |   |   | 5 | FK Astana             | 1:0              | Kajsar Kyzyłorda        | 29.02.2020, Tobol Arena, Kustanaj, 2.900       |                                                       |
| 2021                                                 |   |   | 1 | Toboł Kustanaj (II)   | 1:1 pd. (k. 5:4) | FK Astana (III)         | 6.03.2021, Turkestan Arena, Turkiestan, 2.000  | 4 drużyny                                             |
| 2022                                                 |   |   | 2 | Toboł Kustanaj        | 2:1              | Kajrat Ałmaty           | 2.03.2022, Astana Arena, Nursułtan, 6.000      |                                                       |
| 2023                                                 |   |   | 6 | FK Astana             | 2:1              | Ordabasy Szymkent       | 25.02.2023, Astana Arena, Astana, 7.313        |                                                       |
| 2024                                                 |   |   | 3 | Toboł Kustanaj        | 1:1 pd. (k. 5:4) | Ordabasy Szymkent       | 25.02.2024, Mardan Spor Kompleksi, Aksu, 6.000 |                                                       |
| 2025                                                 |   |   | 3 | Kajrat Ałmaty         | 2:0              | FK Aktöbe               | 22.02.2025, Astana Arena, Astana, 23.975       |                                                       |

Uwagi:

- wytłuszczono i kursywą oznaczone zespoły, które w tym samym roku wywalczyły mistrzostwo i Puchar kraju (dublet),
- wytłuszczono zespoły, które zdobyły mistrzostwo kraju,
- kursywą oznaczone zespoły, które zdobyły Puchar kraju.
- (II) oznaczone zespoły, które zdobyły wicemistrzostwo kraju.
- (III) oznaczone zespoły, które zajęły 3.miejsce w mistrzostwach kraju.

## Statystyka

### Klasyfikacja według klubów
W dotychczasowej historii finałów o Superpuchar Kazachstanu na podium oficjalnie stawało w sumie 10 drużyn. Liderem klasyfikacji jest FK Astana, który zdobył trofeum 6 razy.
Stan na 22.02.2025. 
| Lp. | Klub                    | Zdobywca | Finalista | Zwycięskie sezony | Przegrane finały       |   |   |                                    |                        |
| --- | ----------------------- | -------- | --------- | ----------------- | ---------------------- | - | - | ---------------------------------- | ---------------------- |
| Lp. | Klub                    | 1.       | FK Astana | Zwycięskie sezony | Przegrane finały       | 6 | 4 | 2011, 2015, 2018, 2019, 2020, 2023 | 2013, 2016, 2017, 2021 |
| 2.  | FK Aktöbe               | 3        | 1         | 2008, 2010, 2014  | 2025                   |   |   |                                    |                        |
| 3.  | Kajrat Ałmaty           | 3        | 4         | 2016, 2017, 2025  | 2015, 2018, 2019, 2022 |   |   |                                    |                        |
| 4.  | Toboł Kustanaj          | 3        | 2         | 2021, 2022, 2024  | 2008, 2011             |   |   |                                    |                        |
| 5.  | Szachtior Karaganda     | 1        | 2         | 2013              | 2012, 2014             |   |   |                                    |                        |
| 5.  | Ordabasy Szymkent       | 1        | 2         | 2012              | 2023, 2024             |   |   |                                    |                        |
| 7.  | Jelimaj Semipałatyńsk   | 1        | 0         | 1995              |                        |   |   |                                    |                        |
| 8.  | FK Atyrau               | 0        | 1         |                   | 2010                   |   |   |                                    |                        |
| 8.  | Kajsar Kyzyłorda        | 0        | 1         |                   | 2020                   |   |   |                                    |                        |
| 8.  | Wostok Ust-Kamienogorsk | 0        | 1         |                   | 1995                   |   |   |                                    |                        |

### Klasyfikacja według miast
Stan na 22.02.2025.
| Miasto    | Liczba tytułów | Kluby                     |
| --------- | -------------- | ------------------------- |
| Astana    | 6              | FK Astana (6)             |
| Aktöbe    | 3              | FK Aktöbe (3)             |
| Ałmaty    | 3              | Kajrat Ałmaty (3)         |
| Kustanaj  | 3              | Toboł Kustanaj (3)        |
| Karaganda | 1              | Szachtior Karaganda (1)   |
| Semej     | 1              | Jelimaj Semipałatyńsk (1) |
| Szymkent  | 1              | Ordabasy Szymkent (1)     |

### Klasyfikacja według kwalifikacji
| Tytuł                            | Zwycięstw | Finałów |
| -------------------------------- | --------- | ------- |
| Mistrz Kazachstanu               | 10        | 4       |
| Zdobywca Pucharu Kazachstanu     | 3         | 11      |
| Wicemistrz Kazachstanu           | 2         | 0       |
| 3.miejsce mistrzostw Kazachstanu | 0         | 1       |